# Nicola Coleti
Nicola Coleti, italijanski zgodovinar, * 1681, Benetke, † 1765, Benetke.